# Matelea holstii
Matelea holstii är en oleanderväxtart som beskrevs av G. Morillo och G. Carnevali. Matelea holstii ingår i släktet Matelea och familjen oleanderväxter. Inga underarter finns listade i Catalogue of Life.